# K’an Chitam
K’an Chitam – władca Tikál. Zasiadł na tronie w roku 458.